# We Con the World
We Con the World («Мы обманули мир») — сатирический видеоклип, созданный в июне 2010 года израильским интернет-сайтом сатиры и критики СМИ «Латма» в ответ на необоснованное, по мнению авторов клипа, осуждение действий Израиля в ходе конфликта у берегов Газы в ночь на 31 мая 2010 года.

## Создание
В условиях отсутствия официальной реакции с израильской стороны сразу после инцидента и одностороннего, по их мнению, освещения мировыми СМИ происшедшего у берегов сектора Газа, частные лица начали публикацию в интернете доступной на тот момент информации, объясняющей израильскую позицию. Так в социальной сети «Facebook» была создана дискуссионная группа «The Truth About Israel’s Defensive Actions Against the Flotilla» («Вся правда об оборонительных действиях Израиля против флотилии») и другие, такая же активность началась и в сети Twitter, соответствующие материалы публиковались на сайте StandWithUs.
Как рассказал в интервью израильской газете «Едиот Ахронот» Шломо Балас, директор интернет-сайта «Латма», именно ощущение несправедливости обвинений в адрес Израиля в день инцидента привело его к решению сделать этот сатирический видеоклип:
- «Я немедленно позвонил редактору сайта Кэролайн Глик и сказал ей, что мы (тоже) должны что-то сделать».

Так был создан этот клип, и 3 июня 2010 года, уже с английскими титрами, он был размещён в сети YouTube. Глик описывает его, как пародию, в которой представлен «турецко-хамасовский „корабль любви“, капитан, экипаж и пассажиры которого в своей песне объясняют, как им удалось одурачить (весь мир)». В своём обращении к зрителям она говорит, что считает его создание «важным израильским вкладом в обсуждение последних событий» и выражает надежду на их помощь в максимальном расширении его аудитории.

## Описание
Видеоклип высмеивает активистов на борту флагмана флотилии турецкого судна «Mavi Marmara». В нём использованы музыка и стиль клипа «We Are the World» Майкла Джексона и Лайонел Ричи.
По сюжету клипа труппа участвует в интервью с капитаном, экипажем и пассажирами судна, одетыми как западные активисты или в арабской одежде, перед выходом в сектор Газа. В традициях старого американского мюзикла капитан и экипаж запели, объясняя, как «обмануть весь мир, Интернет и CNN». «Фокус» заключается в том, что
- Вы должны только назвать себя активистами, «борющимися за мир» и «доставку гуманитарной помощи» голодающим.

После этого вы можете взяться за ножи, нападать на солдат и
- … «правда никогда никогда не найдёт пути к вашему телевизору».

Псевдо-активисты в видеоклипе поднимают ножи и дубинки и поют:
- «Мы заставим мир отказаться от здравого смысла»,
- «Мы заставим (всех) поверить, что ХАМАС — это мать Тереза», и,
- «Как доказал нам Аллах / На факты нет спроса»[5][9].

Капитан провозглашает: «Итбах аль-Яхуд!» («Смерть евреям!» по-арабски).
Песня перемежается с видеокадрами, предоставленные АОИ и показывающими активистов на судне «Mavi Marmara», атакующих приземляющихся на него израильских солдат.
Кэролайн Глик появляется в хоре, в коричневом платье и куфие.

### Текст песни

#### Английский вариант
(по)

«We Con the World»
Оригинальный текст (англ.)
There comes a time

When we need to make a show

For the world, the Web and CNN

There's no people dying,

so the best that we can do

Is create the greatest bluff of all

We must go on pretending day by day

That in Gaza, there's crisis, hunger and plague

Coz the billion bucks in aid won't buy their basic needs

Like some cheese and missiles for the kids

We'll make the world

Abandon reason

We'll make them all believe that the Hamas

Is Momma Theresa

We are peaceful travelers

With guns and our own knives

The truth will never find its way to your TV

Ooooh, we'll stab them at heart

They are soldiers, no one cares

We are small, and we took some pictures with doves

As Allah showed us, for facts there's no demand

So we will always gain the upper hand

We'll make the world

Abandon reason

We'll make them all believe that the Hamas

Is Momma Theresa

We are peaceful travelers

we're waving our own knives

The truth will never find its way to your TV

If Islam and terror brighten up your mood

But you worry that it may not look so good

Well well well well don't you realize

You just gotta call yourself

An activist for peace and human aid

We'll make the world

Abandon reason

We'll make them all believe that the Hamas

Is Momma Theresa

We are peaceful travelers

We're waving our own knives

The truth will never find its way to your TV

We con the world 

We con the people

We'll make them all believe the IDF is Jack the Ripper

We are peaceful travelers

We're waving our own knives

The truth will never find its way to your TV

We con the world (Bruce: we con the world...)

We con the people (Bruce: we con the people...)

We'll make them all believe the IDF is Jack the Ripper

We are peaceful travelers

We're waving our own knives

The truth will never find its way to your TV

The truth will never find its way to your TV 

#### Русский перевод
(по; другие варианты:)

Оригинальный текст (рус.)
Настал момент.

Мы наконец покажем всем:

Весь мир увидит и в сети, и в CNN…

Но никто не гибнет тут!

Ну, как же выбраться из пут?

Да! Величайший блеф — решение всех проблем:

И в сотый раз придётся нам изобразить,

Что в Газе голод, холод и чума!

А на подачку в миллиард кто б смог прожить?

Не купишь сыра и детя́м ракет.

Весь мир купился на нашу дезу,

Что хамас и есть сама Мать Тереза

Мы — миротворцы с ломом и ножом

Но это не покажут по ТВ

Ах, мы вонзили в сердце нож им

Они — бойцы. На них плевать.

Мы — голубки, они нам не дают порхать.

Причём здесь факты? Ведь Аллах нам говорит:

Кто громче врёт — тот точно победит.

Уж коль террор, ислам вас вдохновляет

Но вас смущает то, что это — не халва

Но назови себя ты миротворцем,

Борцом за мир, всеобщие права.

Обманут мир!

Обманут зритель!

Все люди видят, что ЦАХАЛЬ — это Джек Потрошитель.

Но мирно мы плывём

С дубиной и стволом.

И правду не покажут на ТВ.

## Продвижение, аудитория
Видео привлекло особое внимание после того, как МИД Израиля передал данные о нём (в числе прочих материалов) журналистам, а через три часа прислал по электронной почте извинения за предположительно «случайную ошибку».
Представитель правительства Израиля Марк Регев, распространивший текст официальных извинений, отметил, что он не видит причин возмущаться по поводу пародии:
Я считаю, что это забавно, я показал его своим детям, и израильтяне солидарны со мной. Однако правительство не имеет ничего общего с этим.
Видеоклип привлёк к себе внимание во многих странах мира. На конец дня 8 июня 2010 года только по приведённому адресу его просмотрели более 1,7 миллиона человек, он получил более 37 тысяч комментариев. Есть также его варианты с ивритскими, испанскими и русскими субтитрами, появившийся в YouTube 5 июня, и который к этому времени просмотрели более 27 тысяч человек.

## Отзывы и международная реакция
Видеоклип был подвергнут критике со стороны левых организаций, включая интернет-сайт
Salon.com и другие.
Роберт Маккей, журналист из «Нью-Йорк таймс» пишет, что в музыкальном клипе активисты представлены как провокаторы и сторонники насилия и отмечает, что учредитель «Латмы», «Ближневосточный медиа-проект» при американской общественной организации «Центр политики безопасности» будучи «ультра-правым крылом и про-израильской фабрикой мысли», выпускает невероятно оскорбительные «смешные интернет-клипы».

## Удаление клипа с YouTube
12 июня 2010 года, после того, как его просмотрели 3 миллиона зрителей, YouTube приняла решение удалить его со своего сайта, объяснив своё решение жалобой компании «Warner/ Chappell Music, Inc.», владеющей авторскими правами на музыку.
Каролайн Глик в ответ заявила, что правила добросовестного использования защищённых авторским правом материалов не запрещают их использования в целях пародии.
В настоящее время другие копии этого клипа доступны как на самом YouTube, так и на других интернет-сайтах.